# Alan Williams (Bischof)

Wappen von Alan Williams

Alan Williams SM (* 15. März 1951 in Blackburn, Lancashire) ist ein englischer Ordensgeistlicher und römisch-katholischer Bischof von Brentwood.

## Leben
Alan Williams studierte Naturwissenschaften an der University of Durham und wurde an der Universität London in Psychologie promoviert. Im Priesterseminar von Allen Hall im Erzbistum Westminster studierte er Philosophie und Katholische Theologie. An der University of Cambridge erwarb er ein Lizenziat in Theologie und an der University of Hull einen Masterabschluss in Religionspädagogik.
Er trat der Gemeinschaft der Maristenpatres bei und legte am 8. September 1976 die Profess ab. Am 30. April 1983 empfing er das Sakrament der Priesterweihe. Er lehrte am St. Mary College in Blackburn und war von 1992 bis 2000 Direktor der Wallfahrtsstätte Unserer Liebe Frau von Walsingham. Von 2000 bis 2005 war er Kaplan an der Sheffield Hallam University. Von 2005 bis 2008 war er Pfarrer in Sidcup im Londoner Stadtbezirk London Borough of Bexley und ab 2008 wieder Direktor der Wallfahrtsstätte Unserer Liebe Frau von Walsingham. Zudem war er Provinzial seines Ordens in England.
Papst Franziskus ernannte ihn am 14. April 2014 zum Bischof von Brentwood. Der Erzbischof von Westminster, Vincent Gerard Kardinal Nichols, spendete ihm am 1. Juli desselben Jahres die Bischofsweihe. Mitkonsekratoren waren sein Vorgänger Thomas McMahon und der Bischof von Menevia, Thomas Matthew Burns SM.